# Franz Brendel
Karl Franz Brendel (ur. 26 listopada 1811 w Stolbergu, zm. 25 listopada 1868 w Lipsku) – niemiecki krytyk muzyczny, dziennikarz i muzykolog, syn odnoszącego sukcesy inżyniera górnictwa, Christiana Friedricha Brendela. 
Wprowadził w 1859 termin Neudeutsche Schule (Nowa Szkoła Niemiecka), oraz założył w 1861 wraz z Franzem Lisztem Allgemeiner Deutscher Musikverein.